# Anton Neuhäusler

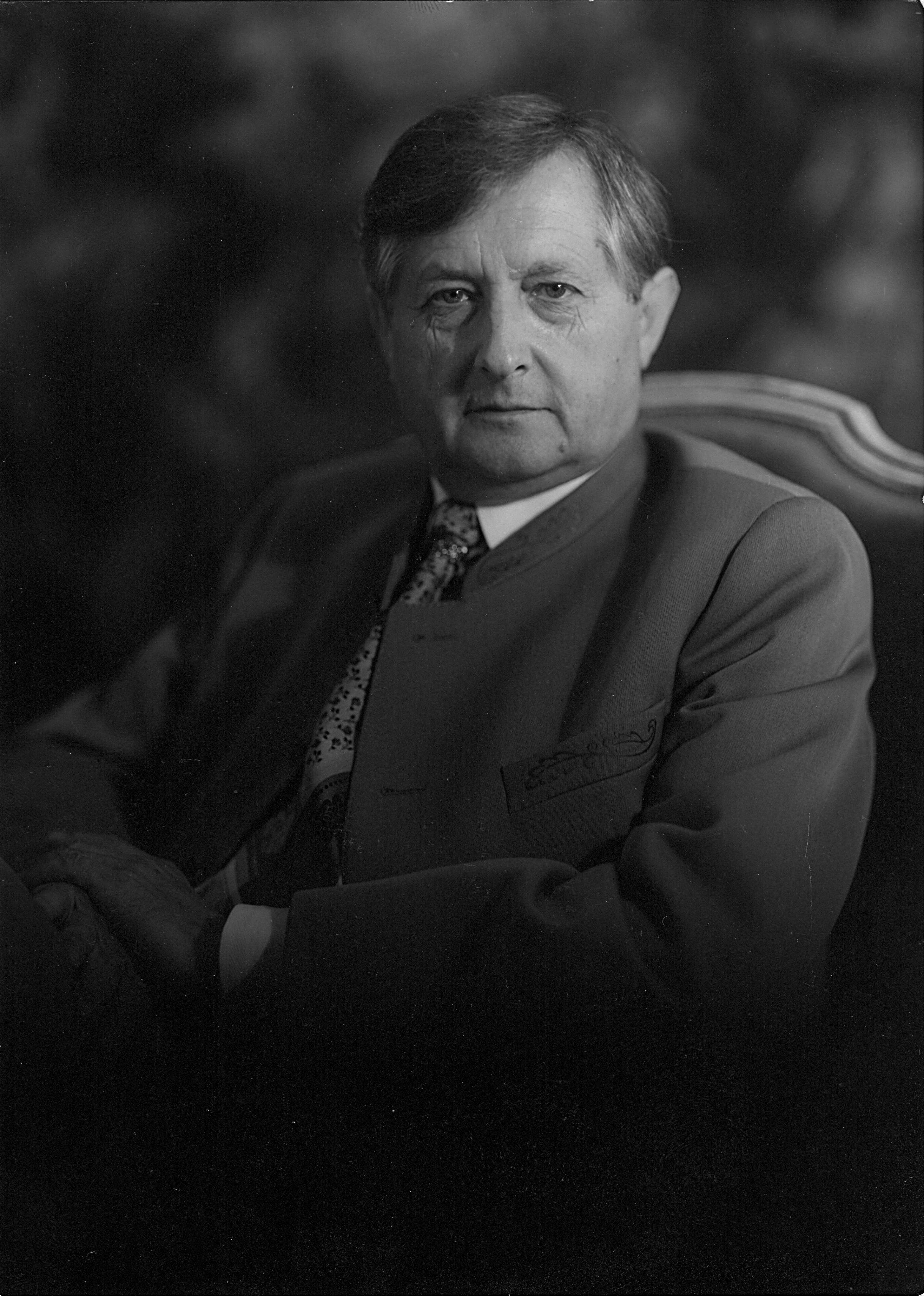
Anton Neuhäusler, um 1984

Anton Neuhäusler (Pseudonyme: Franz Ringseis, Anton Hauser, Meier O’Mayr; * 20. Februar 1919 in München; † 15. Januar 1997 ebenda) war ein deutscher Philosoph und Mundartdichter.

## Leben und Werk
Anton Neuhäusler war der Sohn von Anton Neuhäusler sen. und Anna Neuhäusler, geborene Sturm. Beide waren Lehrer, und auch der Vater war bereits schriftstellerisch tätig als Redakteur einer Zeitschrift und Herausgeber einer Jugendzeitschrift. Sein Onkel war der Münchener Weihbischof Johannes Neuhäusler. Anton Neuhäusler besuchte in München die Volksschule an der Schwindstraße und die Oberrealschule am Elisabethplatz, und er machte 1938 das Abitur. Dann kam er zum Arbeitsdienst, und im November 1938 wurde er zum Wehrdienst eingezogen und zum Funker ausgebildet. Im Zweiten Weltkrieg kam er als Unteroffizier an die Westfront nach Frankreich. 1942 heiratete er während eines Fronturlaubes seine Frau Maria Sailer aus Hausham. Seine Frau brachte die zweijährige Tochter Christa mit in die Ehe, und sie bekamen zwei gemeinsame Kinder, Rainer Neuhäusler und Monika Neuhäusler. Im April 1944 kam Neuhäusler in amerikanische Gefangenschaft, nach dem Kriegsende 1945 kehrte er zu seiner Familie nach Hausham zurück.

### Studium und erste schriftstellerische Arbeiten

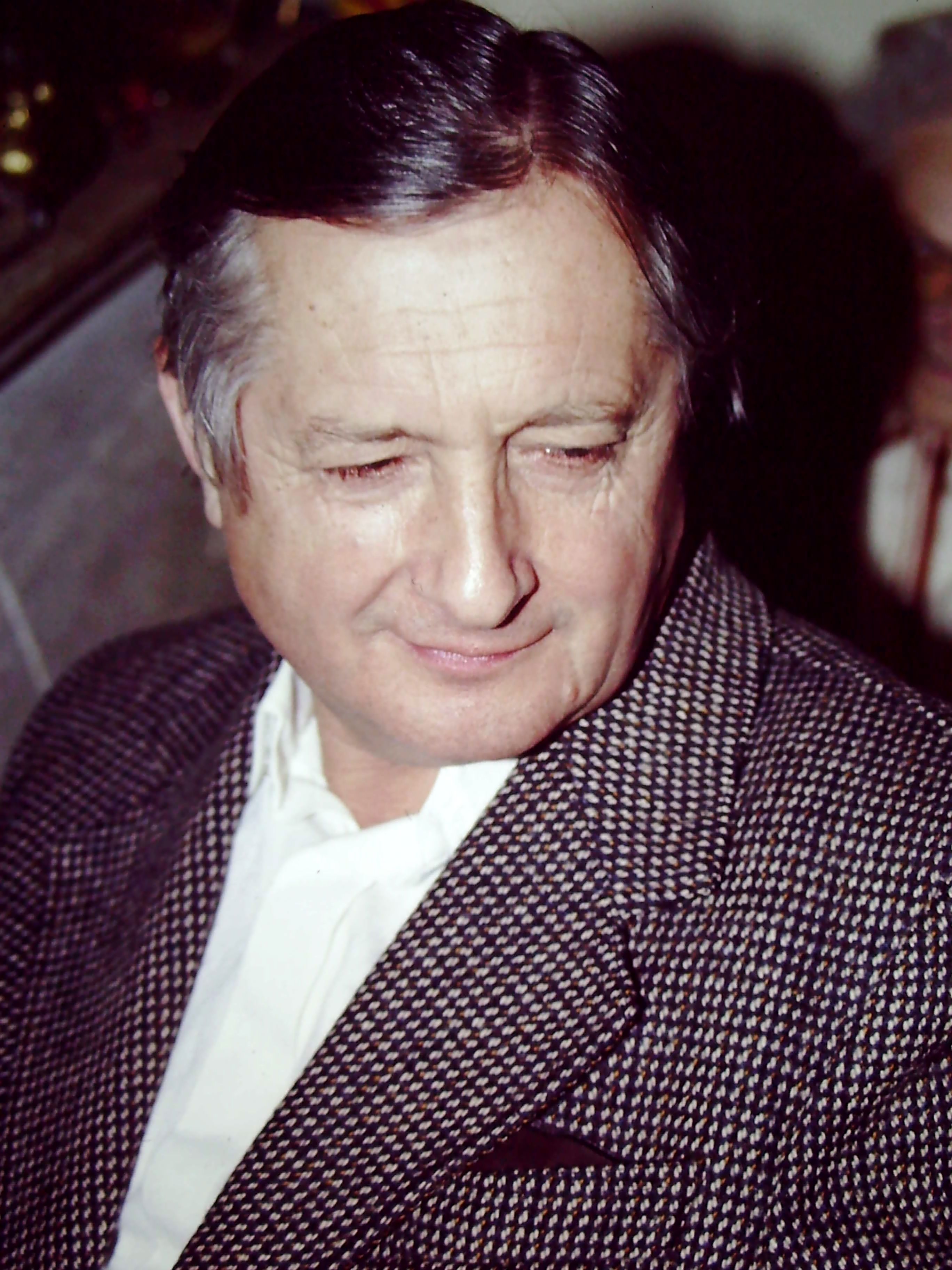
Anton Neuhäusler

Neuhäusler studierte in München Physik, Psychologie, Philosophie und Zeitungswissenschaft. Er promovierte 1950 bei dem Münchener Philosophen Aloys Wenzl mit dem Thema Psyche und Materie (1950). In seiner Dissertation versuchte er aufzuzeigen, was später sein Leitthema wurde: dass Materie und Psyche nur scheinbar einander wesensfremd seien; der große Nenner der Welt, der Ursprung aller Dinge, sei höchstwahrscheinlich ein „unbegreifliches und umfassendes Bewusstsein“. In den Anfangsjahren des Studiums schrieb er Zeitungsartikel und hielt Vorträge an Volkshochschulen. 1952 publizierte er seinen ersten Gedichtband Wir wunderlichen Wanderer unter dem Pseudonym Anton Hauser.

### Wissenschaftlicher Weg
Von 1950 bis 1954 arbeitete er als wissenschaftlicher Assistent. 1954 habilitierte er sich mit dem Thema Zeit und Sein (erschienen München 1955). 1954 bis 1958 war er Privatdozent. 1958 wurde er außerordentlicher Professor an der Ludwig-Maximilians-Universität München. Von 1959 bis 1969 wirkte er als Vorstand an der Pädagogischen Hochschule München-Pasing und blieb weiterhin außerordentlicher Professor an der Universität München. 1961 wurde er ordentlicher Professor an der Pädagogischen Hochschule. 1972 wurde er zum ordentlichen Professor an der Ludwig-Maximilians-Universität ernannt, und er lehrte dort bis zu seiner Emeritierung im Jahre 1981. Er ist Autor zahlreicher Veröffentlichungen. Seit den sechziger Jahren gehörte er zum Herausgeberkreis der Blätter für deutsche und internationale Politik.

### Philosoph des Friedens und der Einheit
Geprägt von seinen Erfahrungen im Krieg stand Neuhäusler der Friedensbewegung nahe. Die Hauptanliegen seiner wissenschaftlichen Arbeiten finden sich vor allem in seinem Spätwerk Wir sind alle eins. Die Kernaussagen: Die menschliche Vernunft und die Regeln des strengen Denkens bestätigen die Aussage des mystischen Kerns der Religionen: Alles Sein kommt aus einem gemeinsamen „Ur-Sein“. Deshalb gilt auch der Satz: „Wir sind alle eins.“ Dieses Wissen und Fühlen macht uns zu geistigen Geschwistern und ist die Grundlage für eine kosmische Religiosität ohne Grenzen und Begrenzung. Es macht offen für eine „immaterielle“ und „jenseitige“ Wirklichkeit „jenseits unseres Erfahrungsbereiches“. Neuhäusler kommt zu dem Ergebnis: „Das Wagnis, an Unsterblichkeit zu glauben, ist gerechtfertigt.“ Er plädiert für eine „Mystik der Vernunft“: Das Wissen um die Rück-Bindung an seine Herkunft, „seine Beheimatung im absoluten Sein“, führt den Menschen zur re-ligio eines freien, kritischen, liebenden, lust- und lebensvollen Mensch-Seins.

### Der Dichterphilosoph Franz Ringseis
Ab 1958 lebte Neuhäusler mit seiner Familie in München-Schwabing. Das pulsierende Leben der Künstlerszene faszinierte und inspirierte den Schriftsteller, hervorragenden Sänger und Pianisten. Seine Urlaube verbrachte er in seinem früheren Wohnort Hausham bei Schliersee in den bayerischen Bergen. Dort entstand 1965 sein erstes Gedicht mit dem Titel A Wassafoi mechat i sei in Bairischer Mundart.
Unter dem Pseudonym Franz Ringseis veröffentlichte er dieses kleine Gedicht. Es machte ihn schlagartig bekannt. Er schrieb fortan weitere Mundart-Gedichte als Franz Ringseis, weil er seine beiden Identitäten, Hochschulprofessor und Mundartdichter, trennen wollte. 1968 erschien sein erster Gedichtband in bayerischer Sprache mit dem gleichnamigen Titel, sein „Wassafoi“. Viele weitere Gedichte und Gedichtbände folgten.
Franz Ringseis gehört bis heute zu den beliebtesten und meistzitierten Mundartdichtern Bayerns. Er starb im Januar 1997 und ist auf dem Münchener Nordfriedhof begraben.
Nach ihm ist der „Franz-Ringseis-Kulturpreis“ benannt. Dessen erster Preisträger ist der Filmregisseur Marcus H. Rosenmüller. 2012 wurde der Kabarettist, Autor und Komponist Tobias Öller als zweiter in der Folge mit diesem Preis ausgezeichnet. Neuhäuslers schriftstellerisches Erbe wird bewahrt von seiner Tochter Monika Neuhäusler alias Monika Ringseis.

## Ehrungen
- Mitglied der Münchner Turmschreiber (1976)
- Bayerischer Poetentaler (1977)
- Bundesverdienstkreuz am Bande (1. September 1977)[2]
- Schwabinger Kunstpreis (1981)
- Dachauer Literaturmedaille (1992)

## Werke
- Mensch und Materie. Filser, München 1948.
- Angst vor dem Nichts. Agis, Krefeld 1953.
- Ein Weg in die Relativitätstheorie. Anton Hain, Meisenheim 1957.
- Zeit und Sein. Anton Hain, Meisenheim 1957.
- Telepathie, Hellsehen, Praekognition (= Dalp-Taschenbücher 327). Francke, Bern/Lehnen, München 1957.
- Der Mensch und die Abstammungslehre (= Dalp-Taschenbücher 345). Francke, Bern/Lehnen, München 1958.
- Grundbegriffe der philosophischen Sprache. Ehrenwirth, München 1963.
- Fragmente keines Vorsokratikers. Ehrenwirth, München 1968.
- Autoritär, antiautoritär, humanitär. Erziehung zwischen den Extremen. Don Bosco, München 1972, ISBN 3-7698-0173-3.
- Der Name des Seins. Peter Lang, Frankfurt 1990, ISBN 3-631-42692-5.
- Wir sind alle eins. Via Nova, Petersberg 1997, ISBN 3-928632-27-2.

### Wissenschaftliche Beiträge in Sammelwerken (Auswahl)
- Phänomenologie des Gewissens in Gewissen und Gewissens-Bildung. Ludwig Auer, Donauwörth 1970, ISBN 3-403-00052-4.
- Denkerziehung in Grund- und Hauptschule. Ehrenwirth, München 1970.
- Sein und Innesein – zur Frage der Entstehung von Empfindung. In: Achtzehn Philosophen sehen unsere Welt. Für Aloys Wenzl. Anton Hain, 1973, ISBN 3-445-10941-9.

### Veröffentlichungen unter dem Pseudonym Franz Ringseis
- A Wassafoi mechat i sei. Ehrenwirth, München 1968, ISBN 3-431-01275-2.
- Durch d’Wand spuit a Klavier. Ehrenwirth, München 1969, ISBN 3-431-01322-8.
- I konn koane Engal mehr seng. Ehrenwirth, München 1970, ISBN 3-431-01191-8.
- A Handvoi. Gedichte. Relief, München 1971.
- Der bayerische Witz. Ehrenwirth, München 1971, ISBN 3-431-01814-9.
- Bayerische Witze. Neuauflage bearbeitet von Monika Ringseis. Rosenheimer, Rosenheim 2009, ISBN 978-3-475-54005-9.
- Aufm bayerischn Olymp. Ehrenwirth, München 1972, ISBN 3-431-01476-3.
- Vom Leem, Sterm und danooch. Ehrenwirth, München 1973, ISBN 3-431-01556-5.
- Wos Grüabigs, wos Grimmigs. Ehrenwirth, München 1976, ISBN 3-431-01786-X.
- Meine Versln san wias Leem. Ehrenwirth, München 1978, ISBN 3-431-02030-5.
- In da Au, um d’Au und um d’Au rum. Mit Bildern von Fritz Blum. Ehrenwirth, München 1979, ISBN 3-431-02142-5.
- Augnstern, i hab di gern. Mit Bildern von Rudolf Seitz. Ludwig, 1980, ISBN 3-7787-3141-6.
- A bißl Zeit für d Ewigkeit. Ludwig, Pfaffenhofen 1980, ISBN 3-7787-3156-4.
- Das bairische Paradies. Ein Bilderbogen von Wilhelm Maier Solgk auf Stichen von Michael Wenig mit Versen von Franz Ringseis. Ehrenwirth, München 1980 (Sonderausgabe).
- Mir nackatn Affn. Ehrenwirth, München 1981, ISBN 3-431-02425-4.
- Schneeflocken, Blütenflocken. Ludwig, Pfaffenhofen 1982, ISBN 3-7787-3197-1.
- Daß i net lach. Ludwig, Pfaffenhofen 1982, ISBN 3-7787-3202-1.
- Von liabe Menschen. Ludwig, Pfaffenhofen 1983, ISBN 3-7787-3227-7.
- Oamoi Mississippi und zruck. Ludwig, Pfaffenhofen 1984, ISBN 3-7787-3252-8.
- Zeit zum Schenka. Mit Bildern von Angelika Benecke. Ludwig, Pfaffenhofen 1984, ISBN 3-7787-3253-6.
- Andechs, Trost für Leib und Seel. Mit Bildern von Josef Wahl. Ehrenwirth, München 1985, ISBN 3-431-02684-2.
- Neues Bayerisches Wörterbuch. Ludwig, Pfaffenhofen 1985, ISBN 3-7787-3268-4.
- Neuauflage: Ringseis’ Bayerisches Wörterbuch. Bayerland, Dachau 2004, ISBN 3-89251-350-3.
- I sag da Welt an schöna Gruß. Ehrenwirth, München 1996, ISBN 3-431-02904-3.
- Man werd doch no lacha derfa. Ludwig, Pfaffenhofen 1988, ISBN 3-7787-3320-6.
- Zum Streitvertreib (Hochdeutsche Gedichte). Ehrenwirth, München 1989, ISBN 3-431-03045-9.
- Kurschattenspiel. Ludwig, Pfaffenhofen 1990, ISBN 3-7787-3367-2.
- Aus alle Himmelsrichtunga. Rosenheimer, Rosenheim 1990.
- Oberbichl-London-Honolulu und zurück. Bayerland, Dachau 1992, ISBN 3-89251-133-0.
- Nadeln im Hemd. Bayerland, Dachau 1992, ISBN 3-89251-132-2.
- I schaug mitm Ofarohr ins Gebirg (bayerische Redensarten). Bayerland, Dachau 1993, ISBN 3-89251-157-8.
- Koa Blatl vorm Mund. Turmschreiber, Pfaffenhofen 1993, ISBN 3-930156-02-4.
- Ui, lauter Nackerte. Turmschreiber, Pfaffenhofen 1995, ISBN 3-930156-28-8.
- Reis rings um d Welt. edition schulz, München 1996, ISBN 3-932142-02-0.
- (mit Monika Neuhäusler): Bayerische Zwiesprach. Bayerland, Dachau 2006, ISBN 3-89251-365-1.

### Veröffentlichungen unter anderen Pseudonymen
- Meier O’Mayr: Nachrichten aus Nechnüm. Ehrenwirth, München 1981, ISBN 3-431-02385-1.
- Meier O’Mayr: Wo lassen Sie denken. Weisheiten und Naseweisheiten. Ludwig, Pfaffenhofen 1983, ISBN 3-7787-2050-3.
- Meier O’Mayr: Schwarze Schwäne. Bezüge im Unsichtbaren – 40 metaphysische Geschichten. Ludwig, Pfaffenhofen 1984, ISBN 3-7787-2057-0.
- Anton Hauser: Wir wunderlichen Wanderer. Karl Daberger, 1952.
- Zahlreiche Veröffentlichungen in Zeitschriften und Zeitschriften z. B. Süddeutsche Zeitung

### Tonträger
- Augnstern i hab di gern. Bayerische Kinderlieder und Gedichte von Franz Ringseis. Musik Augustin Sturm. TeBiTon 1992
- Elmar Raida: De Bairische. Texte von Franz Ringseis u. a.
- Elmar Raida: Raache Kruifara. Texte von Franz Ringseis u. a.